# Schwarzkappen-Bulldoggfledermaus
Die Schwarzkappen-Bulldoggfledermaus (Eumops auripendulus) ist eine Fledermausart aus der Familie der Bulldoggfledermäuse, welche in Zentral- und Südamerika, sowie auf Jamaika beheimatet ist.

## Beschreibung
Sie ist eine mittelgroße Bulldoggfledermaus mit einer Kopf-Rumpf-Länge von 142–146 mm und einem Gewicht von 26–27 g in Bolivien und 31,5–36,8 g in Paraguay. Die Männchen sind meist größer als die Weibchen. Das Rückenfell ist kurz, dunkelbraun bis schwarz, manchmal rötlich, mit einer weißen Basis. Das Fell am Bauch ist ebenfalls kurz, aber heller als das Rückenfell. Die Ohren sind dunkel mit einem spitz zulaufenden Tragus, welcher kleiner ist als bei anderen Eumops-Arten. Die Füße weisen Haare auf, die länger sind als die Klauen und der Schwanz reicht zur Hälfte über die Schwanzflughaut hinaus. Die Männchen besitzen einen Kehlsack, welcher bei den Weibchen nur rudimentär vorhanden ist.

## Lebensweise
Über die Art ist relativ wenig bekannt. Die Schwarzkappen-Bulldoggfledermaus ist wie die meisten Fledermäuse nachtaktiv und ernährt sich primär von Insekten. Tagsüber verstecken sich die Tiere unter loser Baumrinde oder in Dächern von Gebäuden. Die Weibchen sind polyöstrisch.

## Verbreitung
Die Schwarzkappen-Bulldoggfledermaus kommt vom Süden Mexikos bis zum Norden Argentiniens sowie auf Jamaika vor. Ihr Bestand wird von der IUCN dank ihrer weiten Verbreitung als ungefährdet eingestuft.